# Castelo de Cheverny

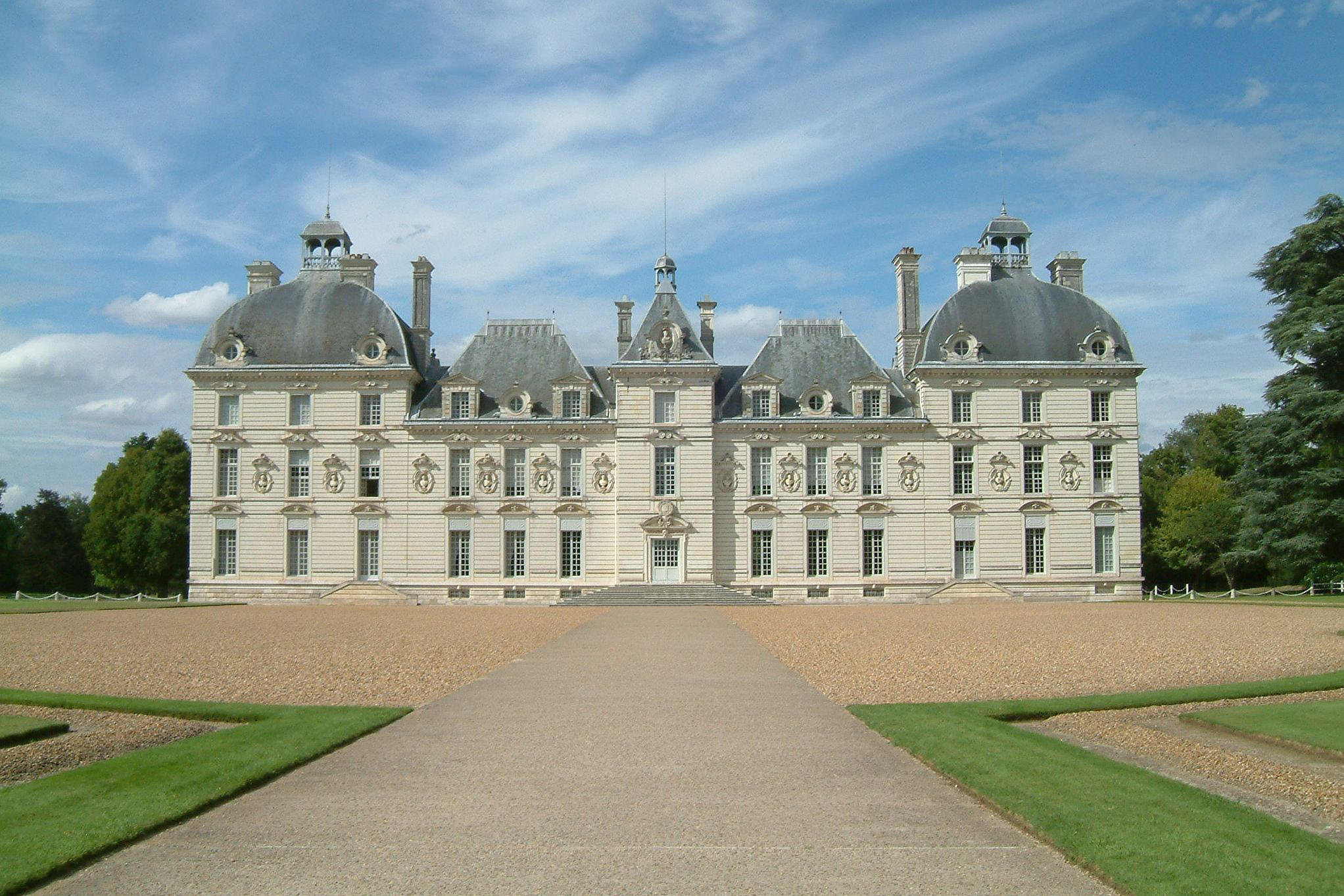
A fachada do Château de Cheverny.

O Castelo de Cheverny (Château de Cheverny em francês) é um palácio francês do vale do Loire, localizado em Sologne, na comuna de Cheverny.
Abriga actualmente uma matilha e organiza regularmente caçadas de veneria (caça a cavalo com auxílio de cães). Este château inspirou Hergé na criação do Château de Moulinsart, de As Aventuras de Tintim, sendo o palácio ficcional uma réplica do real, mutilada dos seus dois pavilhões exteriores.

## História

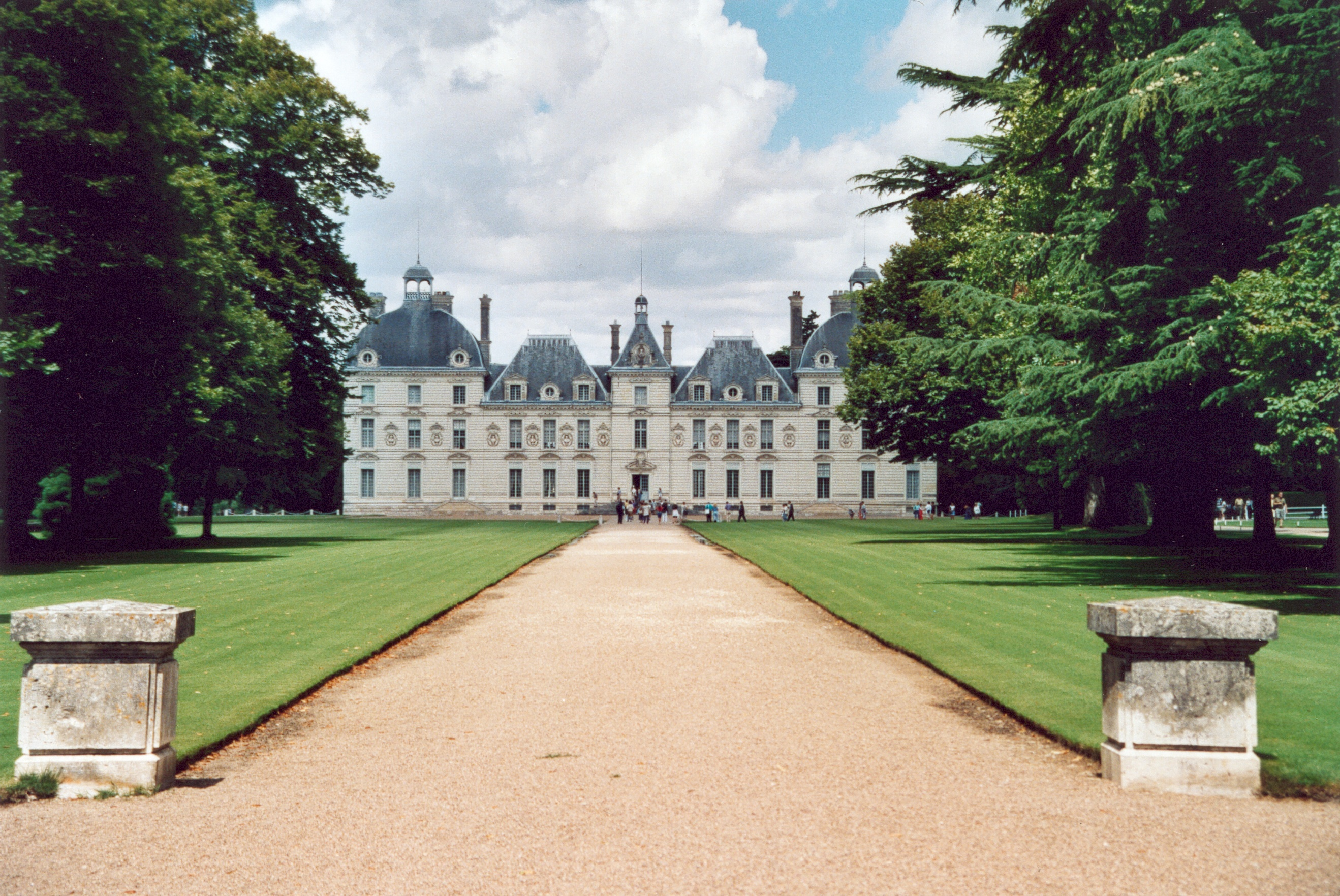
Fachada do Château de Cheverny.

As terras do château foram compradas por Henri Hurault, Conde de Cheverny, Tenente General dos Exércitos do Rei de França e Tesoureiro Militar do Rei Luís XI, do qual o proprietário actual, o Marquês de Vibraye, é descendente.
Depois de ter sido recuperado pela Coroa devido a fraude para com o estado, foi doado pelo Rei Henrique II à sua amante Diane de Poitiers. Todavia, esta preferia o Château de Chenonceau e vendeu a propriedade ao filho do primeiro proprietário, Philippe Hurault, que construiu o palácio entre 1624 e 1630.
Confiaram a realização do novo palácio ao arquitecto Jacques Bougier (dito Boyer de Blois), que havia assistido Salomon de La Brosse na construção do Château de Blois. A decoração foi acabada pela filha de Henri Hurault e de Marguerite, a Marquesa de Montglas, cerca de 1650, com a ajuda do escultor e marceneiro Hevras Hammerber e do pintor Jean Mosnier (1600-1656), originários de Blois.
Durante os cento e cinquenta anos seguintes, o palácio mudou muitas vezes de proprietário, tendo sido empreendidos grandes trabalhos de renovação em 1765. Em 1824, voltaria a ser comprado pela família Hurault.

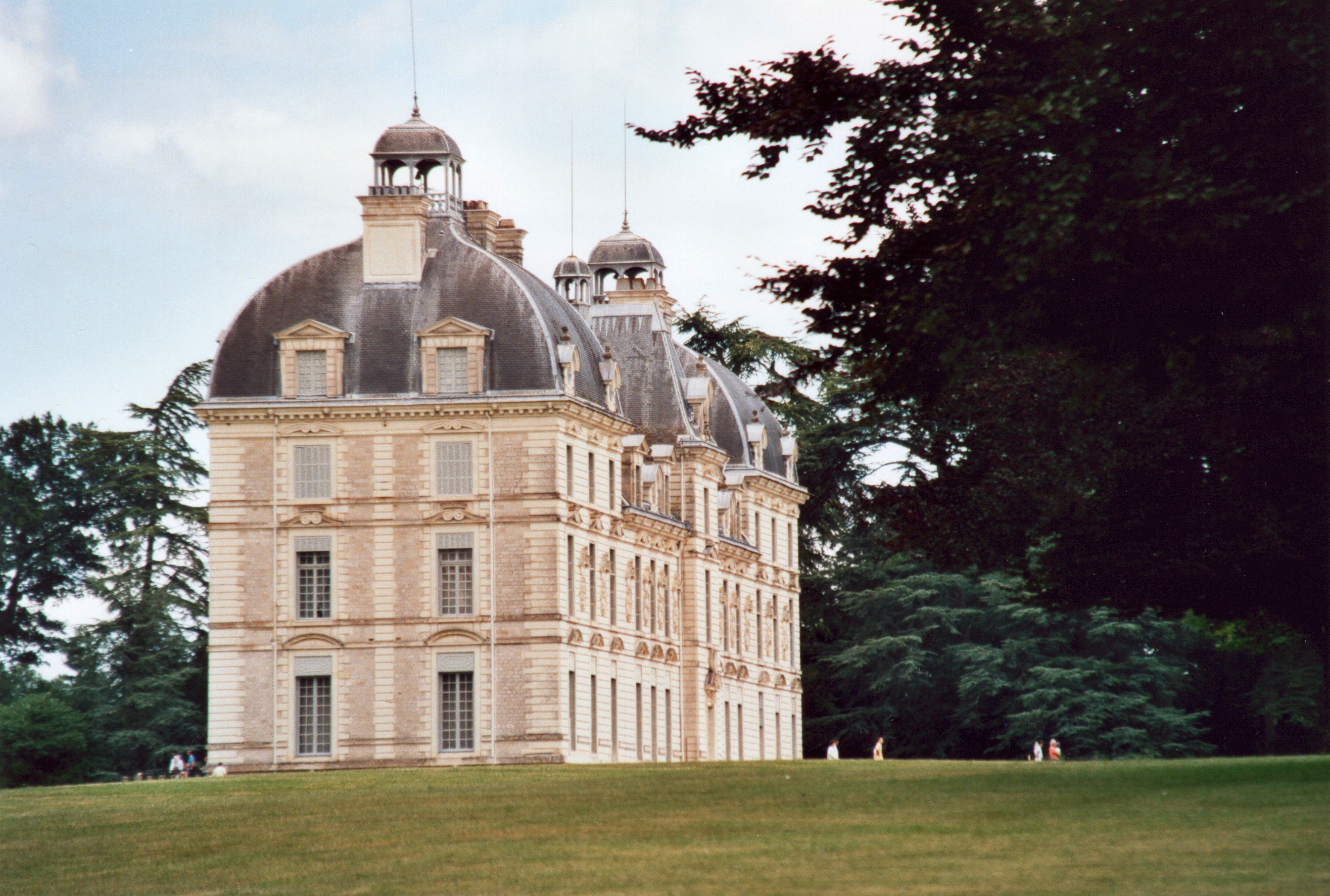
Vista lateral do Château de Cheverny.

Em 1914, o proprietário abriu o palácio ao público. A família continua a habitar no Château de Cheverny, tendo-o tornado num incontornável château do Loire, famoso quer pelos seus magníficos interiores, quer pela sua colecção de objectos de arte e de tapeçarias.

## Descrição
O Château de Cheverny é um dos mais célebres châteaux do Loire, ficando muito próximo do Château de Blois e do Château de Chambord. Enquanto que Blois é uma construção que carrega os estratos de estilos arquitectónicos que se estendem por quatro séculos, Cheverny foi construído num estilo clássico homogéneo.
Blois e Chambord foram residências Reais, ao contrário de Cheverny que permaneceu uma propriedade privada. Além do mais, Cheverny conservou o seu mobiliário e a sua decoração do século XVII.
A residência comporta várias salas em dois andares.

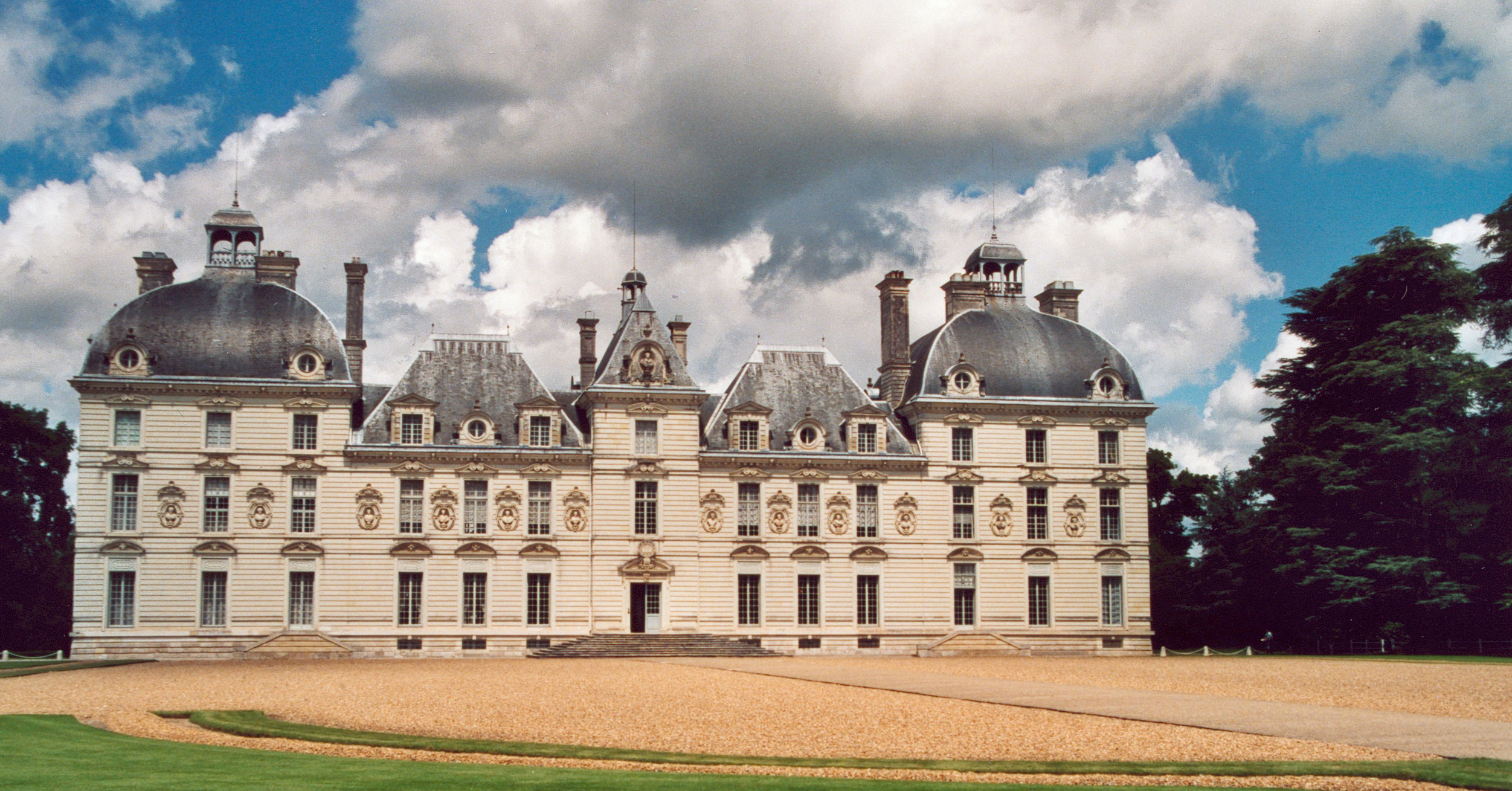
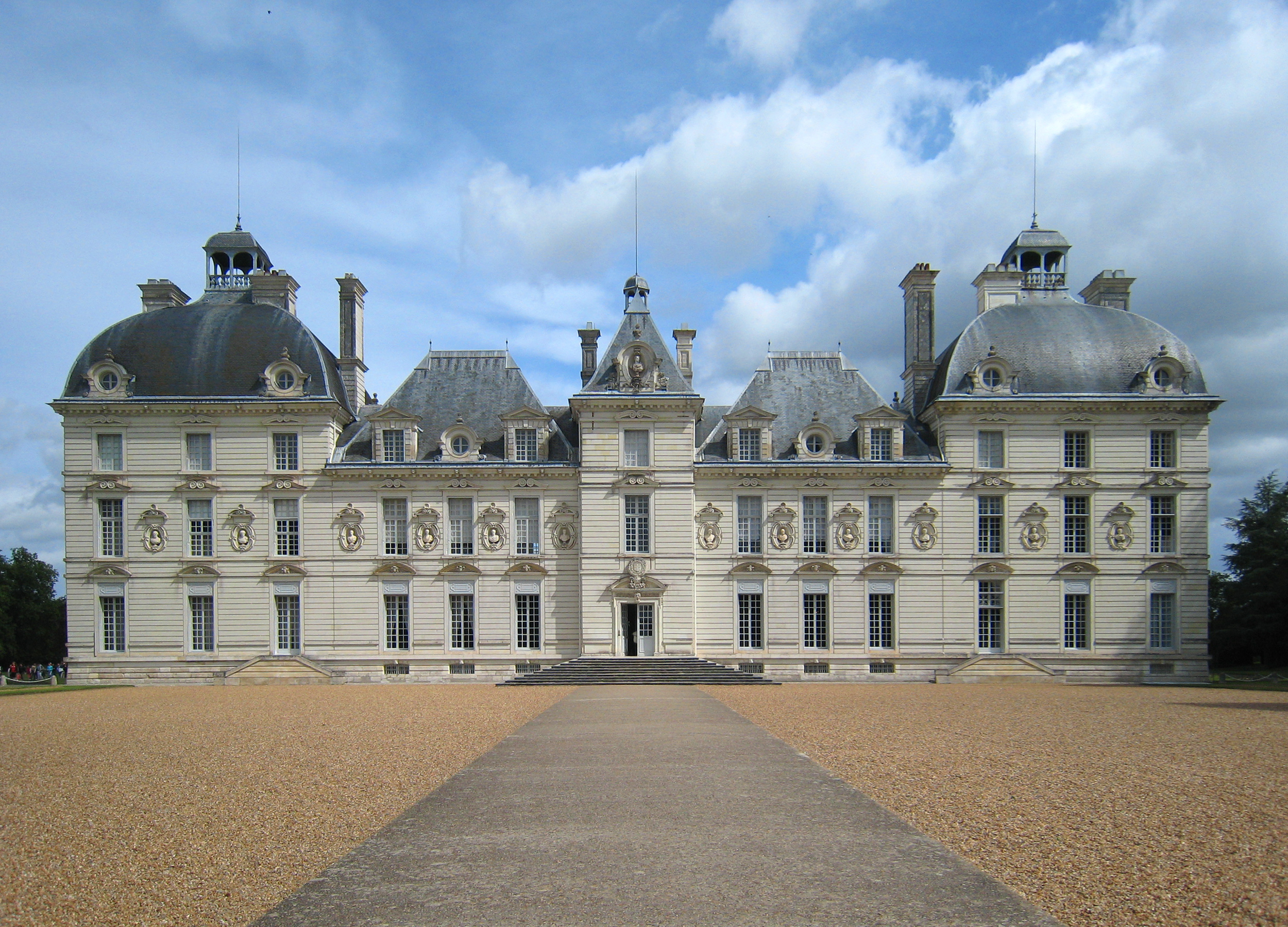
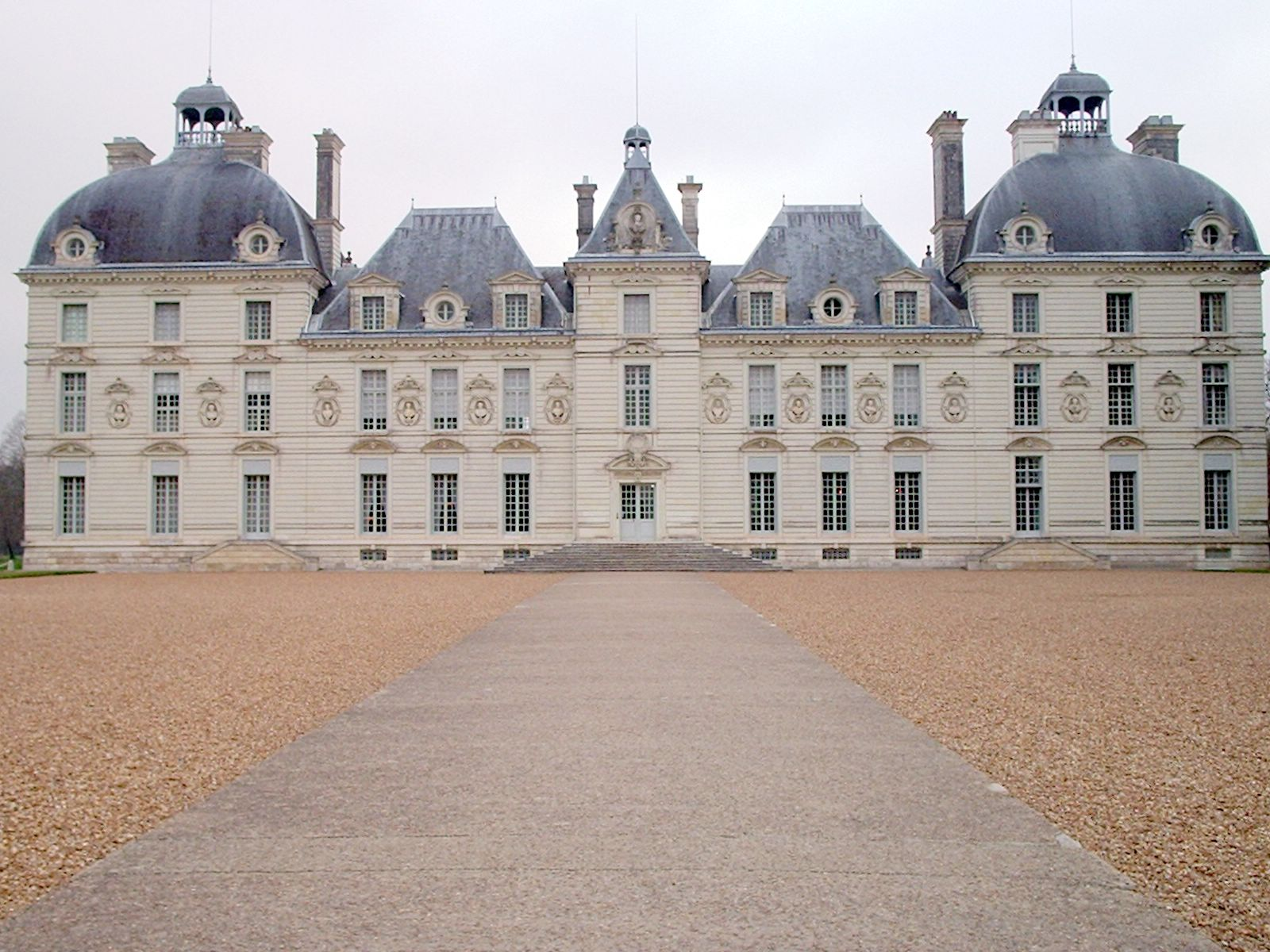
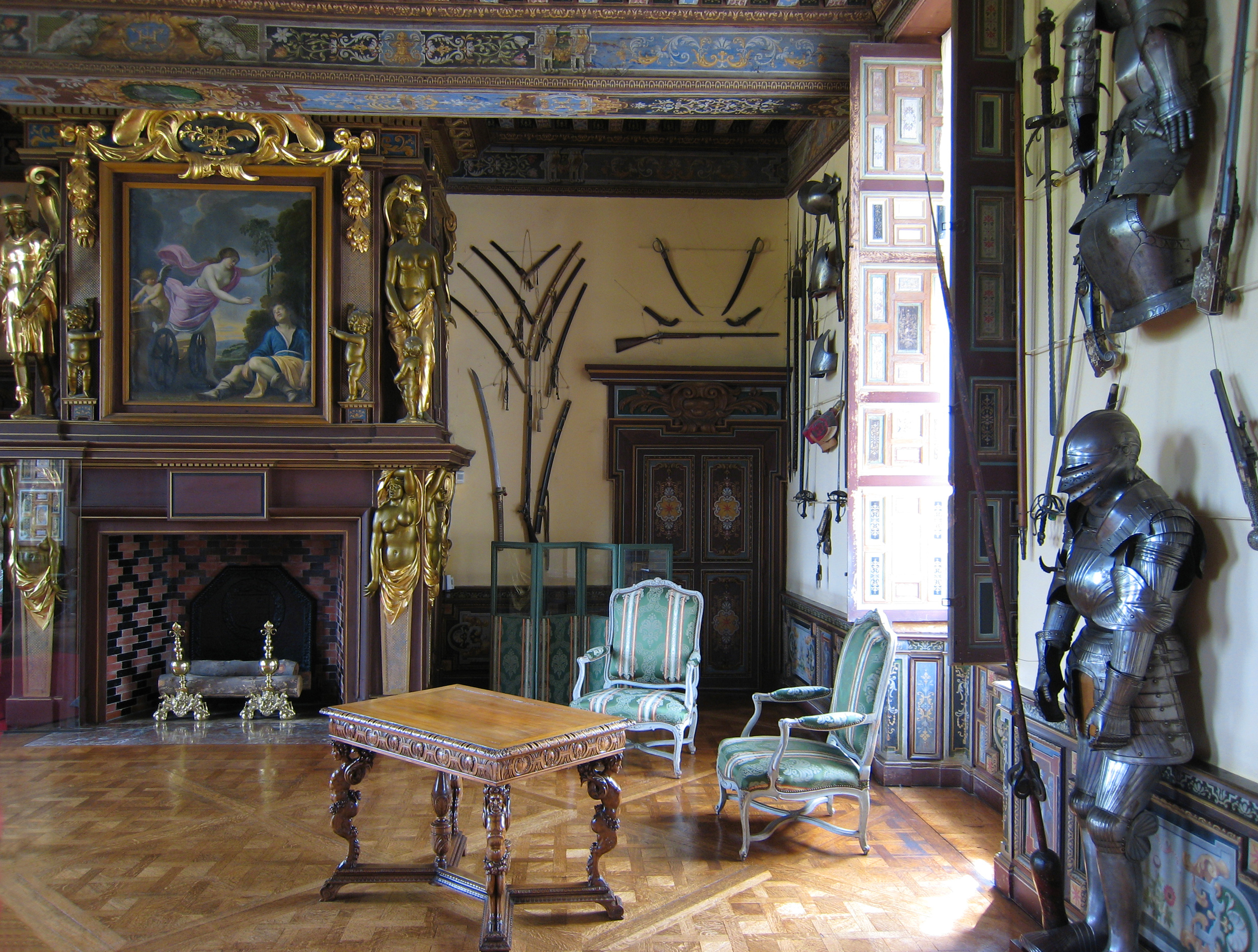
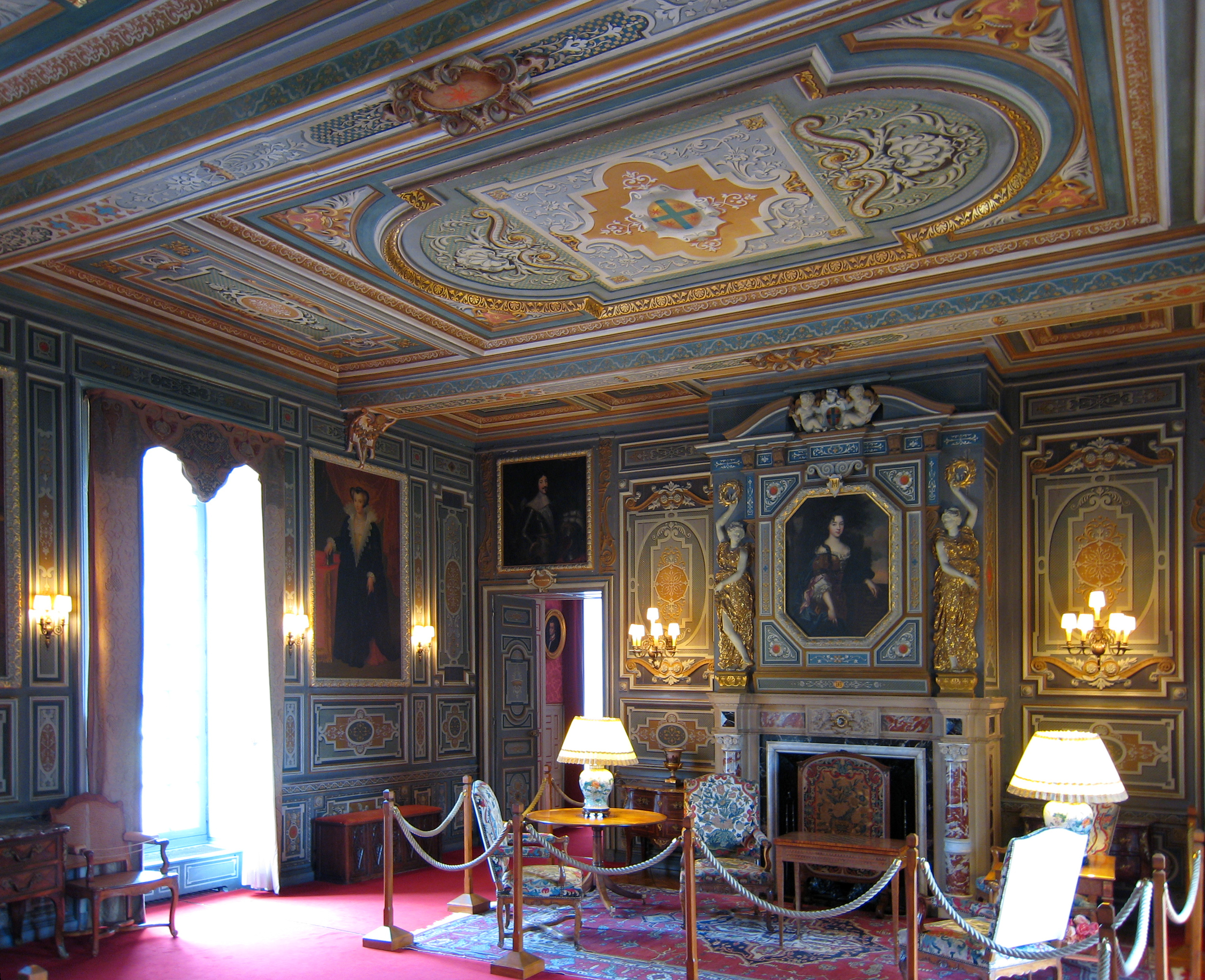

### Os apartamentos

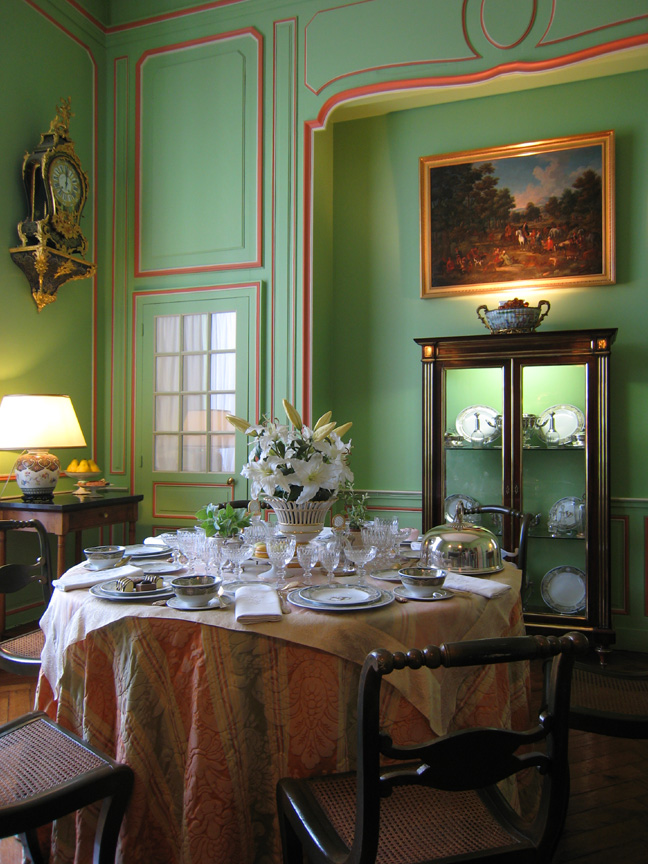
Sala de Jantar do Château de Cheverny.

O Grande Salão do rés-do-chão foi decorado segundo a vontade da Marquesa de Montglas. Podem admirar-se várias telas, entre as quais uma, da oficina de Rafael, representa Joana de Aragão. Vê-se igualmente o retrato, por Pierre Mignard, de Marie Johanne de Saumery, Condessa de Cheverny.
Uma galeria conduz ao Pequeno Salão e à biblioteca. Encontram-se pendurados retratos pintados por Jean Clouet e por Rigaud.
No Pequeno Salão são visíveis cinco tapeçarias da Flandres, assim como um retrato atribuído a Quentin de La Tour.
Uma escadaria de pedra em estilo clássico, de elevação direita (contrariamente às de Chambord ou de Blois que são em espiral), ornada por esculturas campestres e misturando motivos guerreiros com símbolos de arte, conduz aos apartamentos.
No primeiro andar, uma sala de armas expõe uma colecção de armas e de armaduras. Esta sala conduz ao Quarto do Rei (Chambre du Roi), o mais ricamente decorado, com cinco tapeçarias feitas a partir de cartões de Simon Vouet (1590-1649), representando os trabalhos de Ulisses; estas provêm da manufactura de Paris, a qual é anterior à de Gobelins. O tecto é apainelado com pinturas de temas mitológicos.

### O parque

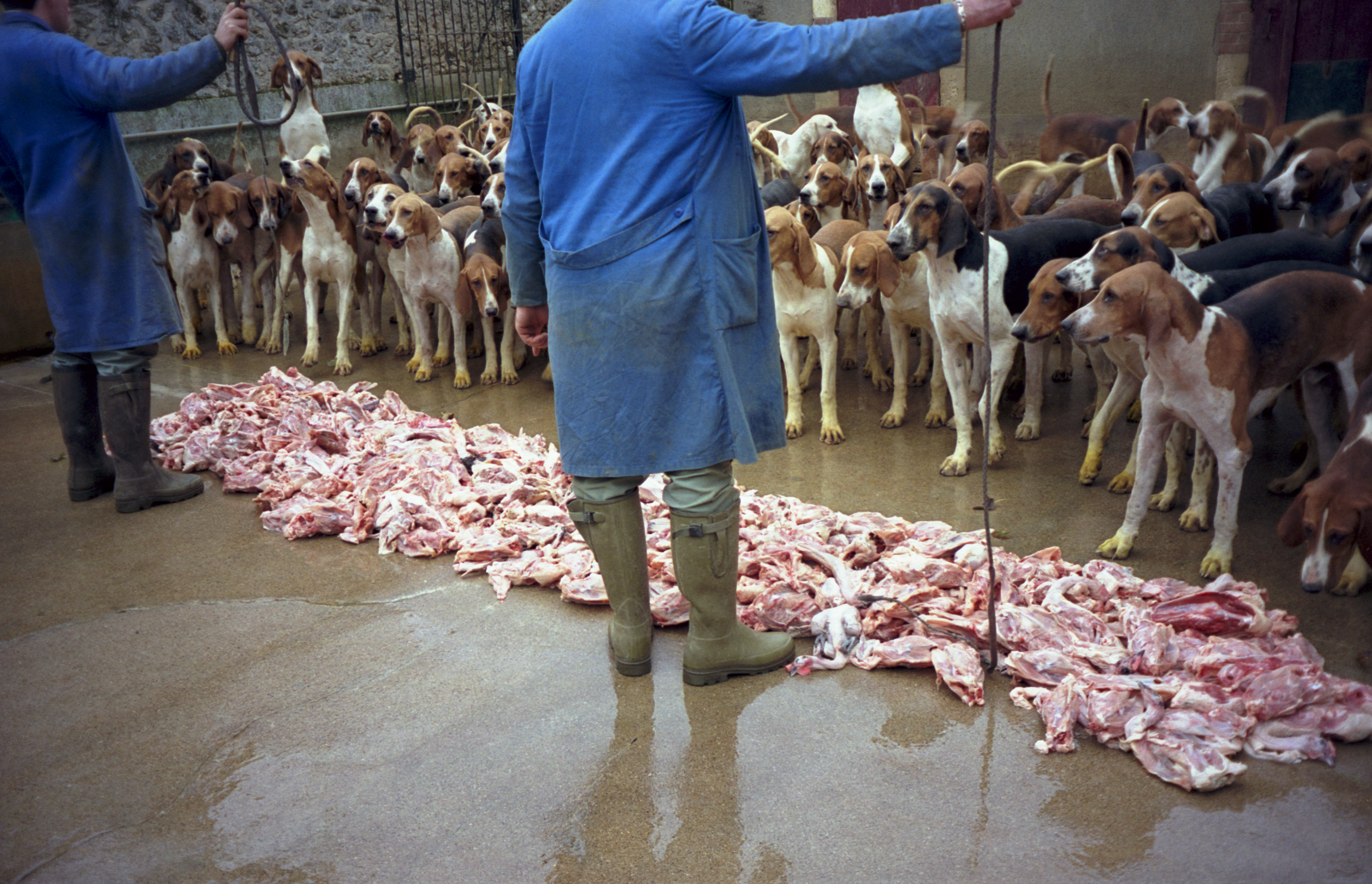
Os cães de caça de Cheverny na hora da refeição.

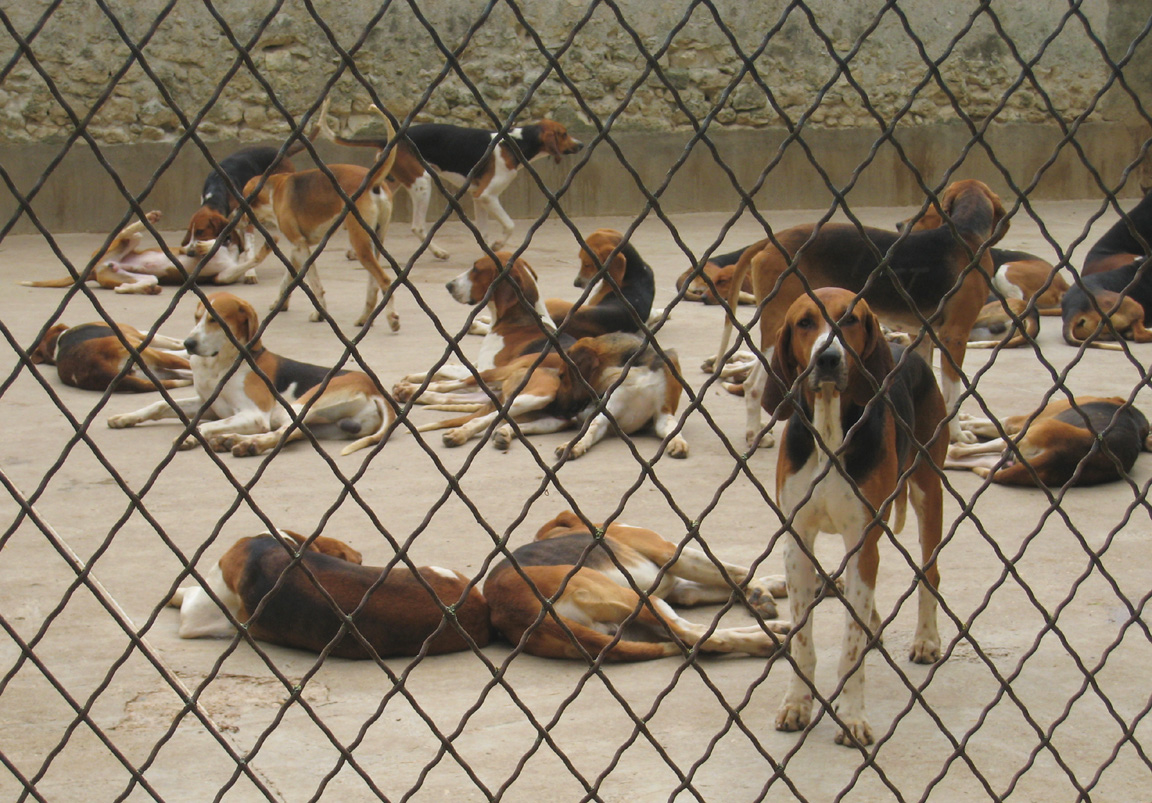
Cães de caça de Cheverny no canil.

No parque de cerca de 100 hectares que envolve o palácio, foi reconstruído um jardim à francesa. A alameda principal, face ao palácio, tem um comprimento de quase seis quilómetros. Encontra-se igualmente um curso de água, um jardim inglês e uma horta.
O conjunto comporta uma grande sala onde estão expostos 2.000 chifres de veados.
O canil, muito próximo, é ocupado por uma matilha de cinquenta cães, destinados à caça de vaneria, e cuja refeição constitui, por si só, um espectáculo.

## O Château de Moulinsart
O Château de Cheverny é célebre por ter servido de modelo a Hergé. Efectivamente, se apagarmos as alas laterais, seremos transportados das margens do Loire até Moulinsart, o château do Capitão Haddock. Mas Hergé não se inspirou somente na arquitectura exterior do palácio, ele foi igualmente influenciado pela decoração e pelo mobiliário de Cheverny, reproduzindo-os nas salas do Château de Moulinsart.
O Château de Moulinsart fez a sua primeira aparição em O Segredo do Licorne (Le Secret de la Licorne - 1943), no qual foi comprado pelo professor Tournesol enriquecido pela venda da patente do seu famoso submarino tubarão, construído para o Capitão Haddock e utilizado em O Tesouro de Rackham o Terrível (Le Trésor de Rackham le Rouge - 1944). Depois, o Château de Moulinsart tornou-se na porta de fecho de Tintim e dos seus companheiros de caminho.